# Lobo-do-norte-das-montanhas-rochosas
O lobo-das-montanhas-rochosas-do-norte(Canis lupus irremotus) é uma subespécie do lobo-cinzento (Canis lupus), também chamada lobo-das-montanhas.
A subespécie foi reconhecida oficialmente em 2005, pois havia controvérsias a respeito de ser uma subespécie distinta ou não.

## Características
Descrição
Pesando de 42 a 68 kg, é uma das maiores subespécies de lobo-cinza da América do Norte.
Possui a coloração mais voltada ao branco do que ao preto.
Comportamento alimentar
Sua dieta consiste de cervos, alces e castores mas podendo incluir outras espécies tendo a oportunidade.
Quando caçam em grande frequência, costumam comer 10 a 21% de sua massa corporal em alguns casos podem consumir o equivalente a 37% de sua massa corporal.

## Biologia
Comportamento social
Como todos os lobos, possuem uma estrutura social complexa e rígida sendo normalmente os pares dominantes que dominam as alcateias.
Na alimentação toda a hieraquia é estruturada. Os lideres comem primeiro, logo em seguida seus filhos da primeira ninhada, e após estes os filhos da segunda ou terceira ninhada.
Concorrentes
Os lobos de tal subespécie têm muitos concorrentes, sendo os pumas e ursos os principais.
Os lobos solitários estão sujeitos a ataques de outras alcateias e à predação de pumas. Coiotes já foram vistos tentando matar exemplares juvenis solitários. 

## História
O primeiro exemplar de lobo-do-norte-das-montanhas-rochosas foi encontrado perambulando pelas zonas florestais que mais tarde seriam conhecidas como Parque Nacional de Yellowstone. Eles residiam nas proximidades dos nativos americanos da tribo Tukudika, que reverenciavam essa subespécie.
Quando a população americana começou a se espalhar para o oeste no final do século XIX, fazendeiros, agricultores e pecuaristas começaram a se estabelecer na área. No devido tempo, o lobo do norte das Montanhas Rochosas começou a atacar o gado trazido pelos colonos. Uma prática de erradicação foi realizada em 1915,  através do uso de armas, armadilhas e veneno. Essa política foi ainda mais abrangente, abrangendo a criação do Serviço Nacional de Parques em 1916, que regulava o controle sobre a terra em Yellowstone e autorizava a Lei Orgânica do Serviço Nacional de Parques. A "destruição de tais animais e plantas que podem ser prejudiciais". Em 1924, os últimos lobos conhecidos nos limites de Yellowstone foram mortos, mas uma pequena população sobreviveu em zonas periféricas.
Projeto de reintrodução do lobo
O projeto foi aprovado pela primeira vez em 1980, embora tenha sido mais analisado posteriormente em 1987. O plano exigia que uma certa população de lobos do norte das Montanhas Rochosas residisse na área dentro e ao redor de Yellowstone, que incluía pelo menos dez animais para a população permanecer estável por três anos.  No entanto, o lobo do norte das Montanhas Rochosas não era, no momento do esboço inicial, reconhecido como uma subespécie verdadeira, então os lobos envolvidos no plano eram os Lobos-do-vale-Mackenzie(Canis lupus occidentalis). A razão geral disso foi que as duas subespécies declaradas de lobo vagavam na mesma zona que o lobo das Montanhas e porque o plano cobria a reintrodução de lobos na zona em geral. Também porque, o Canis l. Occidentalis é mais abundante que o lobo-da-montanha(Canis l. Irremotus), pois o nicho do qual foram retirados iria não carecer de predadores.
O projeto deu certo,mas a subespécie introduzida proliferou e em pouco tempo dominou o parque,restando ao lobo-das-montanhas(Canis lupus irremotus) as regiões rochosas onde a competição com o Canis l. Occidentalis era menor.